# Гаваццана
Гаваццана (итал. Gavazzana) — коммуна в Италии, располагается в регионе Пьемонт, в провинции Алессандрия.
Население составляет 164 человека (2008 г.), плотность населения составляет 53 чел./км². Занимает площадь 3 км². Почтовый индекс — 15063. Телефонный код — 0143.
Покровителем коммуны почитается святой Мартин Турский, празднование 11 ноября.

## Демография
Динамика населения:

## Администрация коммуны
- Официальный сайт: http://www.comune.gavazzana.al.it/ Архивная копия от 20 июня 2009 на Wayback Machine